# ترلینگ
ترلینگ (به انگلیسی: Terling) یک روستا و محله مدنی در بریتانیا است که در برینتری واقع شده‌است. ترلینگ ۷۴۱ نفر جمعیت دارد.